# Porphyronoorda decumbens
Porphyronoorda decumbens är en fjärilsart som beskrevs av Munroe 1977. Porphyronoorda decumbens ingår i släktet Porphyronoorda och familjen Crambidae. Inga underarter finns listade i Catalogue of Life.